# Автошлях B17 (Німеччина)
Федеральний автошлях 17 (B17, нім. Bundesstraße 17)  —  німецька федеральна дорога у  Баварії. Вона веде вздовж Леха від Аугсбурга через Ландсберг-ам-Лех, Шонгау та Пайтінг до федерального кордону поблизу Фюссена і проходить в основному вздовж кордону баварських адміністративних округів Швабії та Верхньої Баварії.
Довжина близько 110 км. Частини Романтичної дороги проходять по ній або паралельно їй, а також частина Німецької альпійської дороги в південній частині. Вона приблизно повторює старовинну Дорогу Клавдія Августа. Спочатку планувалося розширення маршруту до А91.

## Маршрут
На цій ділянці B17 має чотири смуги руху та є безплановою, схожою на автостраду.
B17 з'єднується з B2 на A8 AS Augsburg-West (72). B17 спочатку перетинає район міста Аугсбург (Westtangente). Вона проходить разом із B300 між виїздом Аугсбург-Центр та Augsburg-Messe-Universität. Тут вона спочатку називається Dayton-Ring, а між перехрестями Leitershofen та Messe Messe — Oberbürgermeister-Müller-Ring. На виїзді Augsburg-Messe-Universität маршрут B300 залишає B17 і перетинає місто Аугсбург у східному напрямку.